# Oldřich Hameršmíd
Oldřich Hameršmíd   (Pražák, 10 de febrer de 1929 - Praga, 5 de novembre de 2013) fou un pilot de motociclisme txec que destacà durant la dècada del 1950 en diverses modalitats, entre elles la resistència, l'enduro i el motocròs. Dins la primera, guanyà el Bol d'Or l'any 1955 i hi quedà en segon lloc el 1956; com a pilot d'enduro, fou membre de l'equip de Txecoslovàquia que guanyà el Vas de Plata al Sis Dies Internacionals (ISDT) en tres ocasions: 1957, 1959 i 1961. Finalment, com a pilot de motocròs, aconseguí cinc Campionats de Txecoslovàquia entre 1954 i 1961. El seu fill, Oldřich Hameršmíd també de nom, fou un pilot de motocròs de renom internacional durant la dècada del 1970.

## Resum biogràfic
Nascut a Pražák, llogarret del municipi de Vodňany, al districte de Strakonice, Oldřich Hameršmíd va entrar a treballar a la fàbrica de motocicletes Jawa el 1946, poc després que acabés la Segona Guerra Mundial. Al cap de poc, va començar a treballar en una motocicleta amb la qual, en una cursa disputada el 1950 a Vršovice, Praga, va guanyar al campió txec Václav Königsmark (1910-1999). Königsmark va quedar impressionat per l'actuació del jove i els responsables de Jawa oferiren a Hameršmíd d'entrar a l'equip oficial de fàbrica. Un cop com a pilot oficial, Hameršmíd va córrer diverses curses de motocròs i altres modalitats fins que va haver d'anar a Plzeň i, al cap d'un any, a Praga per a complir el servei militar. A Praga, els tinents František Mošna i Rasocha el varen fer entrar en la secció motociclista del conegut club esportiu ATK Praha (rebatejat Dukla Praha el 1956).
Acabat el servei militar, continuà la seva relació laboral i esportiva amb Jawa, una marca que pilotà durant tota la seva carrera. Juntament amb el director de la fàbrica, Josef Jozíf, va contribuir a la millora de diversos models de motocicleta que reeixiren en competicions de motocròs i altres, entre elles una de 300 cc basada en la 250, una monocilíndrica de 350 cc o una altra monocilíndrica de 434 cc. Al tombant de la dècada del 1960 arribà al zenit de la seva carrera: va guanyar nombroses competicions de motocròs i n'aconseguí cinc títols de Campió de Txecoslovàquia: quatre en 250cc (els anys 1955 i 1959 a 1961) i un en 350cc el 1954. A més, durant aquells anys contribuí a l'èxit de la selecció txecoslovaca als ISDT, en guanyar el Vas a les edicions de 1957 (Špindleruv Mlýn, districte de Trutnov), 1959 (Gottwaldov, actual Zlín) i 1961 (Llandrindod Wells, Gal·les). Pel que fa al motocròs internacional, les temporades de 1957 i 1958 obtingué punts a la Copa d'Europa de 250cc (el 1958, el seu millor any en aquest campionat, acabà la temporada en l'onzena posició final).
Però el seu èxit més transcendental fou probablement la seva victòria el 1955 en una de les proves de resistència més emblemàtiques, el Bol d'Or. Tot tornant-se als comandaments de la Jawa amb el seu company d'equip Saša Klimt, plantaren cara a l'expert duet francès Gustave Lefèvre-Georges Briand (Norton) sota una pluja persistent i acabaren guanyant la cursa gràcies a l'experiència de Hameršmíd, acostumat a conduir en condicions adverses. L'any següent, 1956, les posicions s'invertiren i els francesos guanyaren per davant dels txecs.
Hameršmíd va romandre fidel a Jawa durant tota la seva carrera esportiva. Va viatjar diverses vegades a l'Índia per a promocionar la marca, i també arreu d'Europa. Un cop retirat, ajudà el seu fill Oldřich durant la seva etapa d'activitat (entre 1971 i 1977, Oldřich Hameršmíd fill aconseguí punts al Campionat del Món de motocròs amb la ČZ, essent la seva millor classificació la de 1973, en què quedà novè a la general del mundial de 500cc).